# Tachymarptis
Tachymarptis – rodzaj ptaków z rodziny jerzykowatych (Apodidae).

## Zasięg występowania
Rodzaj obejmuje gatunki występujące w Eurazji i Afryce.

## Morfologia
Długość ciała 20–23 cm; masa ciała 67–128 g.

## Systematyka

### Etymologia
Gr. ταχυς takhus – szybki; μαρπτις marptis – ktoś, kto chwyta, przechwytuje < μαρπτω marptō – chwytać, łapać.

### Podział systematyczny
Do rodzaju należą następujące gatunki:
- Tachymarptis melba (Linnaeus, 1758) – jerzyk alpejski
- Tachymarptis aequatorialis (J.W. von Müller, 1851) – jerzyk łuskowany